# L'unico figlio
L'unico figlio (Demonens død) è un romanzo poliziesco della scrittrice norvegese Anne Holt, pubblicato nel 1995. È il terzo dedicato alle indagini di Hanne Wilhelmsen, sovrintendente della Polizia di Oslo.

## Storia editoriale
Nell'anno della pubblicazione (1995) il libro ha vinto il Bokhandlerprisen ("Premio dei librai").
Il romanzo è stato tradotto in giapponese, finlandese, svedese, polacco, inglese, tedesco, spagnolo, rumeno e danese.

## Trama
Hanne Wilhelmsen è diventata sovrintendente della polizia di Oslo, ha come suo secondo il simpatico Billy T., ma le manca moltissimo il tipo di indagine cui era abituata nel ruolo di ispettore. Quando avviene l'omicidio di Agnes Vestavik, direttrice responsabile di una casa-famiglia, ad Hanne sembra logico andare nei luoghi del crimine e parlare con testimoni e sospetti; tuttavia ciò suscita un certo biasimo da parte dei superiori, perciò è costretta a far lavorare di più la sua squadra. Ma un altro cruccio assilla la donna: la sera dell'omicidio è scomparso dalla struttura di accoglienza Olav, ragazzino di dodici anni ed è un'altra squadra ad occuparsi di ritrovarlo.
Figlio unico di madre vedova, Olav era stato l'ultimo ragazzo inserito nella casa-famiglia (contro il volere suo e della madre) e aveva dato molto lavoro agli addetti: a causa del suo comportamento sempre oppositivo alle regole comuni, era stato punito dalla direttrice Agnes con la privazione, per due settimane, delle visite della madre. Il provvedimento risaliva allo stesso giorno in cui Agnes avrebbe perso la vita. Ma altri gravi fatti impedivano ad Hanne di approfondire il problema di Olav. Verso sera, Agnes aveva indetto una riunione straordinaria di tutto il personale, per comunicare che doveva parlare singolarmente a ciascun collaboratore. Il primo convocato era Terje, vice di Agnes; dopo di lui era il turno di Maren, quindi dei più giovani tirocinanti.
Due giorni dopo, Terje viene trovato morto nel bagno di casa sua, con i polsi tagliati. Non lascia spiegazioni, ma è facile appurare che si era impadronito di denaro, creando un vuoto di bilancio nella gestione della casa di accoglienza. Sempre dall'esame dei conti di Agnes si scopre che un amante l'aveva derubata di un'ingente somma, falsificando assegni bancari. Anche il marito di Agnes ha depistato le indagini fingendo di ignorare che alla morte della moglie solo lui avrebbe ereditato le non piccole sostanze familiari di lei. Eppure Agnes è morta con una profonda coltellata nella schiena e il coltello veniva dalla sua casa, insieme ad altri quattro coltelli scomparsi: la donna li aveva portati alla casa-famiglia per farli arrotare e ciò era successo altre volte.
Intanto Olav è rimasto alcuni giorni in una casa temporaneamente vuota; il ritorno dei proprietari e la conseguente denuncia non bastano però a rintracciarlo. Si sospetta che sia tornato dalla madre ed infatti è così, ma, stranamente, non si perquisisce la casa, benché i vicini abbiano sentito e segnalato rumori anormali. Anche Hanne, andata in visita dalla donna, è convinta che il ragazzo sia lì nascosto, ma non ha l'autorità di procedere, né di far domande. Finché, dopo una settimana, Olav pretende di uscire e la madre è troppo debole per fermarlo. Preso un autobus, il dodicenne va in centro e si aggira in un centro commerciale. Riconosciuto da due poliziotti, riesce a scappare e a nascondersi in un cassonetto dei rifiuti. Ne esce l'indomani e nel frattempo l'allarme è generale.
Nelle lunghe ore trascorse al buio e tra i rifiuti, Olav ha concluso che la madre non è forte abbastanza per difenderlo, ma forse Maren può fare qualcosa per lui. Si avvia verso la casa-famiglia ed è ormai nelle vicinanze quando sopraggiunge una macchina della polizia lanciata a velocità eccessiva. Dopo aver investito il ragazzino, l'auto va contro un muretto e si accartoccia, mettendo in serio pericolo gli agenti occupanti. Un'altra autopattuglia, che seguiva Olav, può solo chiamare i soccorsi. Arriva anche Maren e si accovaccia accanto al ragazzo. Olav muore prima ancora che sia arrivata l'ambulanza.
Da giorni Maren riusciva a sottrarsi a un interrogatorio, con la scusa che su di lei gravava l'andamento della casa-famiglia. Ora però Hanne può condurla in Questura e chiederle una confessione. La colpa di Maren è di avere a suo tempo presentato un diploma falsificato, per poter lavorare come assistente ed Agnes l'aveva scoperta. Inoltre Maren sapeva dei furti di Terje. Anche i quattro coltelli di Agnes erano stati ritrovati, gettati dietro ad un muretto. Ma le prove non bastano per una sua incriminazione. La donna finisce con il dichiararsi colpevole, ma poi si chiude in un silenzio ostinato. Anche al processo si dichiarerà colpevole senza dare spiegazioni. Prima di morire, Olav le aveva detto tutto: lui l'aveva vista piangere dopo le accuse di Agnes e, con i coltelli a disposizione, aveva ritenuto di vendicare la sua amica, accoltellando la direttrice. Però tutto questo, pensa Maren, è solo colpa sua.

## Edizioni
- (NO)  Anne Holt, Demonens dod: roman, 1995
- Anne Holt, L'unico figlio, traduzione di Margherita Podestà Heir, Einaudi, Torino 2011
- Anne Holt, L'unico figlio, La Biblioteca di Repubblica-L'Espresso, Roma 2012
- Anne Holt, L'unico figlio, lettore: Soppelsa Giovanni, Centro Internazionale del Libro Parlato Adriano Sernagiotto, Feltre 2019